# Люй Бу
Люй Бу (кит. 吕布; умер в 199 году) — главнокомандующий и полководец китайской эпохи Троецарствия. «Записи о Трёх царствах» описывают его как превосходного наездника и стрелка из лука, за что он получил прозвище «летающий командир». Его образ непобедимого воина был популяризирован историческим романом XIV века «Троецарствие». В романе Люй Бу изображен как лучший воин во всём Китае.

## Биография
Люй Бу родился в округе Цзююань (район современного города Баотоу), поступил на службу губернатору провинции Бинчжоу (современная Шаньси) Дин Юаню. В 189 году Дин Юань повёл свои войска в столицу (город Лоян) на помощь верховному главнокомандующему Хэ Цзиню, собиравшемуся уничтожить могущественную фракцию евнухов. Хэ Цзинь вскоре был убит, а власть в Лояне оказалась в руках генерала Дун Чжо. Люй Бу вскоре перешёл на сторону Дун Чжо, которому в доказательство своей верности принёс голову своего предыдущего хозяина, Дин Юаня.
Дун Чжо принял Люй Бу не только к себе на службу, но и в свою семью, став его приёмным отцом. В 190 году военачальник Цао Цао призвал к созданию коалиции против Дун Чжо, из-за чего тот вынужден был отступить на запад, в Чанъань, оставив противникам разграбленный и сожжённый Лоян. В условиях постоянной опасности покушения из-за огромного количества врагов Дун Чжо всегда держал Люй Бу рядом как телохранителя и поручил ему охранять свою резиденцию. У Люй Бу завязался роман с одной из наложниц своего господина (её имя в истории не сохранилось, однако в романе «Троецарствие» возлюбленную Люй Бу зовут Дяочань).
В 192 году заговорщикам против Дун Чжо удалось склонить Люй Бу к убийству своего приёмного отца. Вскоре власть в Чанъане захватили бывшие генералы Дун Чжо, а Люй Бу пришлось бежать из столицы. Он попытался поступить на службу к Юань Шу, но тот не рискнул заполучить непредсказуемого вассала, убившего прежних своих хозяев. Люй Бу отправился на север и поступил на службу к Юань Шао, который дал ему небольшое войско. Могущество Люй Бу стало быстро расти, что понимал как Юань Шао, для которого его генерал стал представлять серьёзную опасность, так и сам Люй Бу, который не стал дожидаться убийц, подосланных своим господином, а отправился на юг.

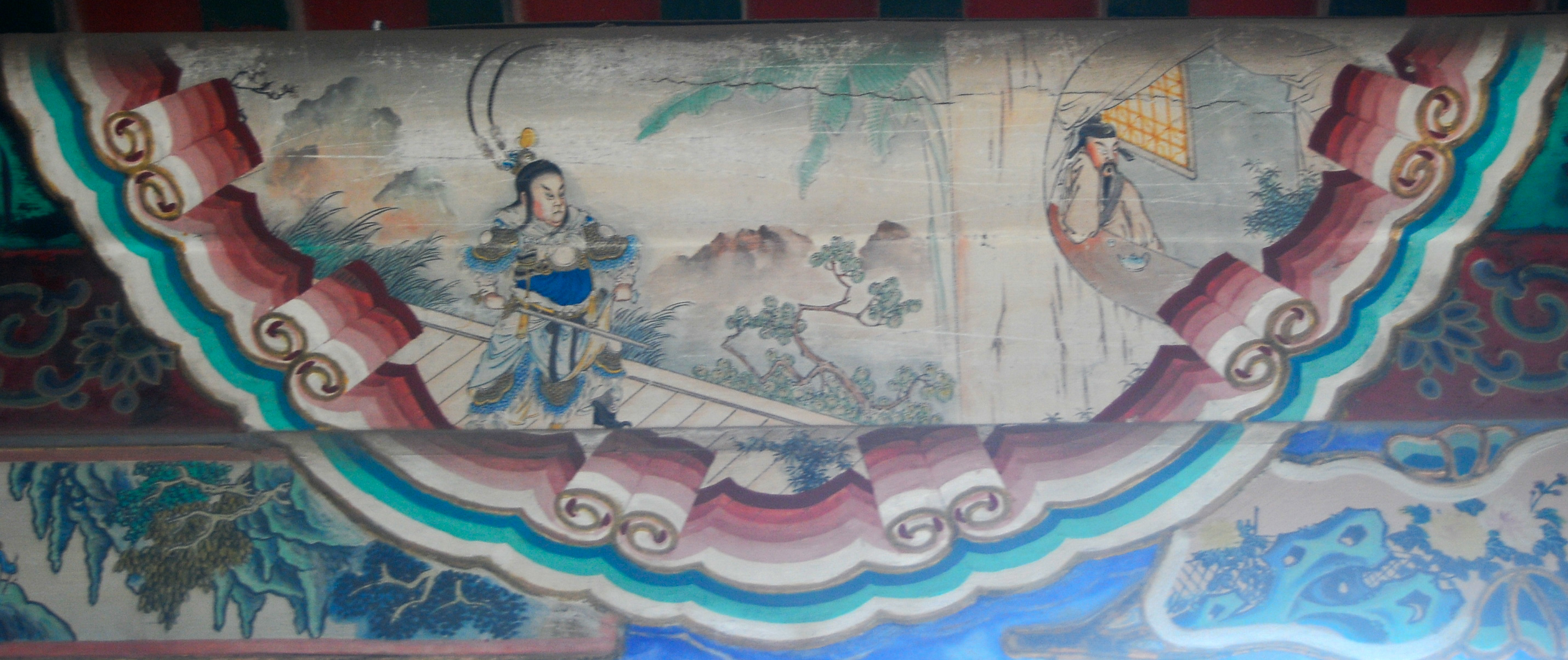
Люй Бу убивает предыдущего своего хозяина, Дин Юаня

В 194 году Люй Бу захватил провинцию Яньчжоу, входившую во владения Цао Цао. Узнав об этом, Цао Цао немедленно выступил против него и осадил город Пуян. После ста дней осады Люй Бу вынужден был оставить город и искать защиты у Лю Бэя, противника Цао Цао. Лю Бэй принял Люй Бу на службу, но очень скоро пожалел об этом, когда тот в 196 году снова предал своего господина и захватил власть в Сюйчжоу. Вскоре Люй Бу заключил союз с Юань Шу, направленный против Цао Цао, но быстро от него отказался, при этом расторгнув намечавшийся брак своей дочери и сына Юань Шу. Более того, он захватил послов Юань Шу и отправил их в подарок Цао Цао как знак дружбы. В 198 году Люй Бу в очередной раз поменял сторону и в союзе с Юань Шу атаковал Лю Бэя. Лю Бэй обратился за помощью к Цао Цао, который лично повёл войска против Люй Бу. Цао Цао осадил Люй Бу в городе Сяпи. После трёх месяцев осады Люй Бу ничего не оставалось, кроме как сдаться войскам Цао Цао (по другой версии он был предан своими подчинёнными, которые захватили его спящим и доставили Цао Цао).
Представ перед Цао Цао, Люй Бу пожелал поступить к нему на службу и присягнул ему на верность. Однако Цао Цао, которому Лю Бэй напомнил о судьбе предыдущих господ Люй Бу, приказал немедленно удавить генерала-предателя, а затем отрубить ему голову, которую выставили на всеобщее обозрение у Белых Ворот города.